# José Zaragoza Alonso
José Zaragoza Alonso (Molins de Rey, 12 de septiembre de 1961) es un político español.

## Biografía
Nació el 12 de septiembre de 1961 en el municipio barcelonés de Molins de Rey, está afiliado al PSOE. Fue concejal en el ayuntamiento de Molins de Rey entre 1983 y 1991, primer secretario en la federación del Partido de los Socialistas de Cataluña en el Bajo Llobregat entre 1988 y 2004 y miembro del Comité Federal del PSOE entre 1987 y 1997 y nuevamente desde 2009. En las elecciones generales de 2011 fue en las listas de su partido por la circunscripción electoral de Barcelona y obtuvo el escaño de diputado. Actualmente es diputado por el PSC en el Congreso.
José Zaragoza fue uno de los quince diputados que votaron 'no' en la segunda sesión de investidura de Mariano Rajoy para la decimosegunda legislatura del Gobierno de España el 29 de octubre de 2016.